# 1994年日本の補欠選挙
1994年日本の補欠選挙（1994ねんにほんのほけつせんきょ）は、日本における立法府である参議院を構成する議員の欠員を補うため1994年に行われた補欠選挙である。

## 概要
補欠選挙は「議員の辞職あるいは死亡により欠員が生じた場合に行われる選挙」で、「当選人が得られなかった場合または当選人が不足した場合に、其の当選人の不足を補う」為に行われる再選挙と同様に公職選挙法第11章の「特別選挙｣に含まれている。1994年における補欠選挙は、9月に参議院愛知県選挙区で実施された。

## 9月11日実施再選挙

### 参議院愛知県選挙区再選挙
1994年（平成6年）9月11日執行
当日有権者数：人　最終投票率：42.87%
新間正次参議院議員（民社党のち無所属）の当選無効（公職選挙法違反）に伴う再選挙 （全国投票率:50.72%（14.30%））
| 当落 | 氏名       | 年齢 | 所属党派                 | 新旧 | 得票      | 得票率 | 推薦・支持                                         |
| ---- | ---------- | ---- | ------------------------ | ---- | --------- | ------ | -------------------------------------------------- |
| 当   | 都築譲     | 43   | あいち改革推進協議会     | 新   | 931,936票 | 43.71% | 新生党・公明党・日本新党・民社党・自由改革連合推薦 |
|      | 水野時朗   | 48   | 21世紀へ躍進する愛知の会 | 新   | 544,637票 | 25.55% | 自由民主党・日本社会党・新党さきがけ推薦           |
|      | 末広真季子 | 49   | 無所属                   | 新   | 437,703票 | 20.53% |                                                    |
|      | 大村義則   | 38   | 日本共産党               | 新   | 114,693票 | 5.38%  |                                                    |
|      | 牧野剛     | 48   | 無所属                   | 新   | 88,883票  | 4.17%  |                                                    |
|      | 志良以榮   | 57   | 国民党                   | 新   | 8,244票   | 0.39%  |                                                    |
|      | 千葉徹     | 46   | 文化フォーラム           | 新   | 5,804票   | 0.27%  |                                                    |